# Józef Mieses
Józef Mieses (ur. 1 października 1882 w Przemyślu, zm. 2 grudnia 1941 tamże) – naczelny rabin Wojska Polskiego, nauczyciel.

## Życiorys
Pochodził z rodziny kupców żydowskich osiadłych w Przemyślu o tradycjach religijnych związanych z haskalą. Rodzice Józefa – Jakub Ozjasz i Chaja Lea z domu Gans – mieli trzynaścioro dzieci (pięcioro zmarło przed 6 rokiem życia). Byli właścicielami cegielni oraz sklepu z towarami kolonialnymi przy ulicy Jagiellońskiej 17. Jego żoną była Ewa Grossinger. Bratem był Mateusz Mieses, językoznawca i historyk Żydów polskich.
W roku 1900 ukończył CK Gimnazjum w Przemyślu (jako prywatysta). Studiował na wydziale filozoficznym Uniwersytetu Wiedeńskiego, który ukończył w 1904. Równolegle uczył się w Wyższej Szkole Rabinackiej w Wiedniu, którą ukończył w 1906, dwa lata później zdając egzamin rabinacki. W 1907 uzyskał tytuł doktora filozofii języków semickich i literatury, w połączeniu z historią Orientu. W okresie studiów odbył podróże zagraniczne do Niemiec, Szwajcarii, Egiptu, Palestyny.
Po ukończeniu studiów pracował jako nauczyciel religii w gimnazjach w Samborze, Tarnowie, Lwowie. W 1910 był tłumaczem sądowym języka hebrajskiego. W 1912 przeniesiony do gimnazjum w rodzinnym mieście, gdzie oprócz nauki religii pełnił obowiązki wicedyrektora Gimnazjum im. K. Morawskiego na Zasaniu. W okresie I wojny światowej powołany do cesarskiej i królewskiej Armii jako rabin polowy. Po wojnie przeniósł się do Warszawy. W latach 1918–1920 wykładał w Państwowym Seminarium dla Nauczycieli Religii Mojżeszowej.
We wrześniu 1920 wstąpił do Wojska Polskiego, otrzymując przydział w Biurze Wyznań Niekatolickich w Warszawie. 14 października 1920 został przeniesiony do Naczelnego Dowództwa Wojska Polskiego. 3 maja 1922 roku został zweryfikowany w stopniu naczelnego rabina ze starszeństwem z dniem 1 czerwca 1919 roku i 1. lokatą w duchowieństwie wojskowym wyznania mojżeszowego. Funkcję naczelnego rabina w stopniu pułkownika pełnił do 1931. W tym roku przeniesiony do DOK IX w Brześciu jako szef duszpasterstwa wyznania mojżeszowego. 23 marca 1932 roku został zwolniony z zajmowanego stanowiska i pozostawiony bez przynależności służbowej z równoczesnym oddaniem do dyspozycji dowódcy Okręgu Korpusu Nr IX. Z dniem 31 października 1932 roku został przeniesiony w stan spoczynku.
Na emeryturze mieszkał w rodzinnym Przemyślu. Zmarł śmiercią naturalną, w swoim mieszkaniu przy ul. Mniszej 5. Został pochowany na Cmentarzu Żydowskim przy ul. Słowackiego.

## Publikacje
Józef Mieses ogłosił liczne prace naukowe o tematyce etymologicznej i z zakresu gramatyki w czasopismach polskich i zagranicznych. Wydał m.in. Pięcioksiąg Mojżesza. Władał siedmioma językami: polskim, hebrajskim, niemieckim, jidysz, francuskim, angielskim i włoskim.
- Die älteste gedruckte deutsche Übersetzung des jüdischen Gebetbuches a. d. Jahre 1530 und ihr Autor Anthonius Margaritha, Wiedeń 1916
- Pięcioksiąg Mojżesza. Genesis, Przemyśl 1931
- Pięcioksiąg Mojżesza. Leviticus, Przemyśl 1931
- Pięcioksiąg Mojżesza. Exodus, Przemyśl 1931
- Pięcioksiąg Mojżesza. Numeri, Przemyśl 1931
- Pięcioksiąg Mojżesza. Deuteronomium, Przemyśl 1931

## Ordery i odznaczenia
- Złoty Krzyż Zasługi (16 marca 1928)[7]